# Université de Labé
L'université de Labé (UL) est un établissement d'enseignement supérieur public de Guinée, situé à Hafia dans la préfecture de Labé,.
Placé sous la tutelle du ministère de l'Enseignement supérieur et de la Recherche scientifique.

## Localisation
L'université de Labé est située à 22 km de la commune urbaine de Labé, à 18 km de la préfecture de Pita et à 17 km de la sous préfecture de Timbi-Madina, l'université de Labé a une superficie de 180 hectares repartis entre les communes rurales de Hafia, Garambé et de Dara-Labé. 

## Histoire
Le centre universitaire de Labé est créé le 5 septembre 2001 au même titre que celui de N'zérékore, elle prend le nom de l’université de Labé le 21 octobre 2016.
Elle a connu quatre recteurs depuis sa création, à savoir
| Nom et prénoms                      | Date de début | Date de fin |
| ----------------------------------- | ------------- | ----------- |
| Professeur Abdoul Goudoussi Diallo  | 2001          | 2004        |
| Docteur Alkaly Bah                  | 2004          | 2013        |
| Docteur Amadou Baïlo Barry          | 2012          | 2014        |
| Docteur Mamadou Dian Gongoré Diallo | 2014          | 2021        |
| Dr Mohamed Chérif Sow               | 2021          | À nos jours |

## Programmes
L'université de Labé comprend présentement 11 programmes de formation :
- La Faculté des sciences et techniques
- Programme de licence en mathématiques ;
- Programme de licence en informatique
- Programme de licence en MIAGE
- Programme de licence professionnelle en biologie appliquée

- La Faculté des lettres et sciences humaines
- Programme de licence en sociologie
- Programme de licence en anglais,
- Programme de licence en langue arabe
- Programme de licence en lettres modernes

- La Faculté des sciences administratives et de gestion 
- Programme de licence en administration publique
- Programme de licence en économie
- Programme de licence en gestion.